# 13933 Charleville
13933 Charleville (1988 VE1) là một tiểu hành tinh vành đai chính được phát hiện ngày 2 tháng 11 năm 1988 bởi T. Seki ở Geisei. Nó được đặt theo tên the town Charleville ở Queensland, Úc và is floating between Jupiter và Mars.